# Ƕ

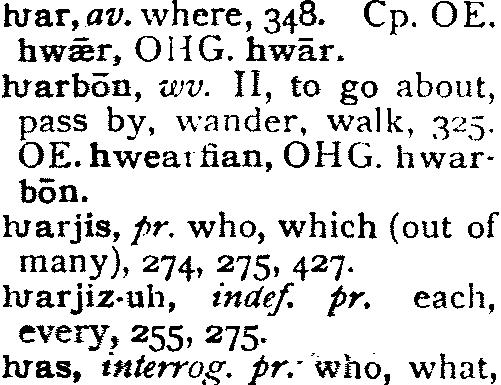
Parte de um texto onde se pode encontrar o hwair

Ƕ (𐍈, escrito Hwair, mas também conhecido como ƕair, hvair e uuaer) é uma letra utilizada em muitos alfabetos latinos da Idade Média. Atualmente utiliza-se na transcrição de documentos escritos no alfabeto gótico em meios digitais.
No alfabeto gótico, Ƕ é a vigésima quinta letra e seu nome é originado do alcuíno conhecido no meio histórico como "Codex Vindobonensis 795" e o significado provavelmente era "caldeirão ou panela" (cf. ƕairnei "crânio").
Na tabela de carácteres Unicode (presente nos computadores atuais) podemos encontrar a letra Hwair: U+0195 para a minúscula (ƕ) e U+01F6 para a maiúscula (Ƕ).